# Montesicuro
Montesicuro is een plaats (frazione) in de Italiaanse gemeente Ancona.

## Voetnoten
1. ↑  censimento ISTAT